# Fernando Nogueira
Joaquim Fernando Nogueira (Matosinhos, 26 de março de 1950) é um advogado e político português.

## Biografia
Licenciou-se e leccionou na Faculdade de Direito da Universidade de Coimbra, exercendo também a profissão de advogado. Militante destacado do Partido Social Democrata, foi membro dos governos de Aníbal Cavaco Silva, ocupando os cargos de Ministro Adjunto do Primeiro-Ministro, dos Assuntos Parlamentares, da Presidência, da Justiça e da Defesa. Em 1995 assumiu a liderança da Comissão Política Nacional do PSD, demitindo-se em 1996, devido à derrota eleitoral sofrida nas legislativas de 95. Em 1997, foi treinador-adjunto dos sub-17 do Leça FC, numa curta passagem pelo mundo do desporto. Entre 2006 e 2008 presidiu ao Conselho de Administração do Banco Milleniumbcp Angola. Foi Presidente da Fundação Milleniumbcp.

## Condecorações[4]
- Primeira Classe da Ordem de Francisco de Miranda da Venezuela (18 de Novembro de 1987)
- Grande-Oficial da Ordem Nacional do Mérito de França (5 de Maio de 1990)
- Grã-Cruz da Ordem de Honra da Grécia (15 de Novembro de 1990)
- Grã-Cruz da Ordem de Orange-Nassau da Países Baixos (25 de Março de 1992)
- Grã-Cruz da Ordem da República da Tunísia (26 de Outubro de 1993)
- Grã-Cruz da Ordem de Ouissam Alaoui de Marrocos (20 de Fevereiro de 1995)
- Grande-Colar da Ordem de Ouissam Alaoui de Marrocos (20 de Fevereiro de 1995)
- Grã-Cruz do Mérito da Ordem do Mérito da República Federal da Alemanha (6 de Março de 1995)

## Funções governamentais exercidas
- X Governo Constitucional
  - Ministro adjunto e para os Assuntos Parlamentares
- XI Governo Constitucional
  - Ministro da Presidência
  - Ministro da Justiça
  - Ministro da Defesa Nacional
- XII Governo Constitucional
  - Ministro da Defesa Nacional
  - Ministro da Presidência